# سید حمیدرضا طباطبایی نائینی
حمیدرضا طباطبایی نائینی نمایندهٔ دورهٔ نهم مجلس شورای اسلامی و نایب رئیس اول کمیسیون قضایی و حقوقی مجلس شورای اسلامی از حوزهٔ انتخابیهٔ نائین، خور و بیابانک در استان اصفهان است.
حمیدرضا طباطبایی نایینی تحصیلات ابتدایی و متوسطه خود را در شهرستان اصفهان گذرانده و در سال ۱۳۶۴ با رتبه دو رقمی در رشته حقوق قضایی دانشگاه تهران پذیرفته شد. وی در طی دوران دانشجویی به دعوت امام راحل در جبهه‌های حق علیه باطل حضور یافت و در طی دوران نوجوانی و جوانی مستمراً در صحنه‌های انقلاب حضور فعال داشت.
در سال ۱۳۷۱ به عنوان قاضی در قوه قضاییه استخدام شد و از آن تاریخ سمت‌های مختلف قضایی را از دادیاری دادسرای عمومی و انقلاب و دادرس دادگاه‌های عمومی و انقلاب تا ریاست شعب عمومی، کیفری استان و تجدید نظر استان را عهده‌دار بوده و در سال ۱۳۸۰ به عنوان رئیس ستاد ویژه مبارزه با جرایم خاص استان اصفهان، فعالیت داشته و به عنوان قاضی ویژه از سوی رؤسای وقت قوه قضاییه رسیدگی به پرونده‌های مهمی چون بحران صندوق‌های قرض‌الحسنه اصفهان، بحران شهرستان سمیرم، قاضی ویژه دادگستری شهرستان نجف‌آباد بعد از سفر على خامنه‌اى به نجف‌آباد، تعیین گردید. وی سال‌ها به عنوان معاون قضایی رئیس کل دادگستری استان اصفهان خدمت نمود و در سال ۱۳۸۴ به عنوان دادستان عمومی و انقلاب اصفهان منصوب گردید؛ و پس از آن به دادگستری کل استان تهران منتقل و به عنوان معاون قضایی رئیس کل دادگستری استان تهران، رئیس دادگستری شهرستان کرج، سرپرست مجتمع قضایی شهید بهشتی تهران منصوب گردید.

طباطبایی نایینی تحصیلات تکمیلی خود را در رشته حقوق خصوصی و دوره پیشگیری از وقوع جرم را در کشور ژاپن طی نموده‌است. او سال‌ها در دانشگاه آزاد اسلامی واحد خوراسگان و شهید اشرفی اصفهان به تدریس پرداخت. او ۲ فرزند دارد و در دوره نهم مجلس شورای اسلامی به عنوان نماینده مردم شهرستان‌های نایین و خور و بیابانک به مجلس شورای اسلامی راه یافت.